# Propagandafilm
Propagandafilm ist die Bezeichnung für einen Dokumentar-, Kurz- oder Spielfilm, der versucht, den Zuschauer durch das Hervorrufen von Emotionen und Ressentiments gezielt zu manipulieren. Ein Propagandafilm steht oft im direkten Bezug zu den Maßnahmen einer Regierung, einer politischen Gruppierung oder einer Institution, die die Produktion veranlasst oder fördert. Bereits im Ersten Weltkrieg wurde das Medium Film von allen Kriegsparteien erstmals mit großer Wirkung für Zwecke der Propaganda verwendet.
Im weiteren Sinne umfasst der Begriff auch Filme, mit denen einzelne Parteien, Interessengruppen oder Personen in der Darstellung tendenziell meinungsbildend für ihre politischen Ziele oder Geisteshaltungen werben.

## Anfänge und Erster Weltkrieg
→ siehe auch Propaganda im Ersten Weltkrieg

### Deutsches Reich

#### Voraussetzungen für deutsche Filmpropaganda im Ersten Weltkrieg
Schon kurz nach seiner Erfindung war der Film im deutschen Kaiserreich – genauso wie im Rest Europas – zum gesellschaftlichen Massenphänomen avanciert. Um die Jahrhundertwende hatte der Film, gemeinsam mit anderen Bild- und Textmedien der Populärkultur (wie z. B. Trivialromane), den Status errungen, die wichtigste Ausdrucksform des modernen Lebens und Bewusstseins zu sein. So vermochte es der Film zum Beispiel, im Gegensatz zu klassischen Medien, ausgesprochen gut moderne Befindlichkeiten zu kultivieren. Aufgrund dieser ausgesprochenen Massenwirksamkeit eignete sich das Filmmedium zu Beginn des Ersten Weltkriegs hervorragend zur politischen Beeinflussung der Massen. Aber auch deswegen, weil es im Stande war, niedere städtische Bevölkerungsschichten zu erreichen, welche sich der Beeinflussung durch Vorträge, Bildungsveranstaltungen, Pressekampagnen etc. entzogen.
Trotzdem zeigten die zivilen und militärischen Verantwortlichen des Deutschen Reichs am Beginn des Ersten Weltkriegs praktisch keinerlei Bereitschaft, aktiv Filmpropaganda zu gestalten. Verschiedene Faktoren schränkten dabei eine aktive Filmpropaganda ein:
Nicht nur das (gehobene) Bürgertum, der gebildete Mittelstand und die renommierten Kulturträger, sondern auch die sozialdemokratische Arbeiterbewegung standen im deutschen Kaiserreich dem Kino generell ablehnend gegenüber. Bei der Ablehnung des Mediums Film waren sich evangelische und katholische Kirche einig. Klerikale Kreise liefen sogar öffentlich Sturm gegen das neue Kulturmedium. Man prangerte den Film als große Gefahr für Sitte, Moral und Anstand an. Produzenten und Kinobesitzern wurde vorgeworfen, niedere Instinkte des Menschen, wie die „Sensationslust der Masse“, schamlos kommerziell auszubeuten. Viele Intellektuelle sahen den Untergang der renommierten, klassischen Kulturmedien, wie Buch und Theater, durch die „Schmutz und Schundfilme“ gekommen. Als Angehöriger der konservativen Eliten des Kaiserreichs blieb man dem Kino generell fern. Sowohl in der bürgerlichen Öffentlichkeit, als auch in führenden militärischen Kreisen, galt die Presse als das entscheidende Medium der Kriegsberichterstattung und somit möglicher Propagandaarbeit. In der Anfangseuphorie der ersten Kriegsmonate, in welcher die deutsche Führung vom schnellen Sieg im „Blitzkrieg“ ausging, glaubte man, Filmpropaganda im Gegensatz zu den Kriegsgegnern auch gar „nicht nötig“ zu haben. Nur „wahre Bilder“ sollten vorgeführt werden (dürfen).
Innerhalb der deutschen Heeresleitung herrschte zu Beginn des Krieges eine ausgeprägte Furcht, der Feind könnte Frontaufnahmen deutscher Truppen für Spionagezwecke missbrauchen.
Durch schlechte Lichtverhältnisse in den Schützengräben, relativ empfindliches Filmmaterial und schweres Kameragerät waren zudem die technischen Voraussetzungen für authentische Filmaufnahmen an vorderster Front nicht ideal.

#### Die Anfänge filmischer Propaganda in Deutschland
Zu Beginn des Ersten Weltkriegs waren die politische Führung und die deutsche Heeresleitung weit davon entfernt, progressive Filmpropaganda zu betreiben. Vier Filmfirmen (mit jeweils zwei Kameramännern operierend) war es zu Kriegsbeginn erlaubt worden, unter besonderen Auflagen, Frontaufnahmen zu drehen. Vor dem Hintergrund der ausgeprägten Spionagefurcht schrieben strenge Bestimmungen vor, dass nur „patriotisch gesinnte, rein deutsche Firmen“, mit „deutschem Kapital“ und „deutschen Aufnahmeapparaturen“ Filmaufnahmen drehen durften. Im Kriegsgebiet hatten sich die Kameramänner mit einem „Ausweis des Generalstabs“ aufzuhalten, welcher vom Chef dieses Generalstabs persönlich genehmigt werden musste.
Die intensiven Vorsichtsmaßnahmen in Verbindung mit den erläuterten ungünstigen technischen Voraussetzungen führten dazu, dass Kameramänner kaum zu qualitativ hochwertigen Filmaufnahmen von der Front kommen konnten. So beschränkten sich Filmaufnahmen vor allem auf Szenen hinter der Front, auf die Darstellung von Pionierarbeiten, Geräteparks etc. Hinzu kam, dass die von den militärischen Behörden schon genehmigten Aufnahmen in der Heimat zusätzlich einer Genehmigung durch die lokale Polizeizensur bedurften. In der Konsequenz büßte das Filmmaterial so einen großen Teil seiner Aktualität ein, da es erst einige Wochen dauerte, bis die Aufnahmen ihren Weg in die deutschen Lichtspielhäuser fanden.
Sucht man in der ersten Hälfte des Krieges nach so etwas wie „deutscher Filmpropaganda“, wird man höchstens in den „Kriegswochenschauen“ fündig; zehn- bis zwanzigminütige Berichte von „aktuellen“ Kriegsereignissen, die im Kino vor einem Hauptfilm gezeigt wurden. Die Kriegswochenschauen wurden von Privatfirmen produziert, die aber „patriotischer Berichterstattung“ verpflichtet waren. Die „Eiko-Woche“ war 1914 die erste deutsche Kriegswochenschau am Markt. Zusammen mit der „Messter-Woche“, die nur einige Tage später das erste Mal gezeigt wurde, blieb die „Eiko-Woche“ die einzige Wochenschau, die bis Kriegsende in deutschen Kinos zu sehen war.
Allerdings sollte die propagandistische Wirkung der Wochenschauen nicht überschätzt werden, auch wenn nach Angaben des Wochenschau-Produzenten Oskar Messter seine „Messter-Woche“ in 16 Ländern von insgesamt mehr als 34 Millionen Menschen gesehen wurde. Das Grundproblem der Wochenschauen stellte, genauso wie dies bei allen anderen Kriegsaufnahmen jener Zeit der Fall gewesen ist, deren mangelnde Aktualität dar. Die Zuschauer wussten genau, dass Wochenschauen nicht die Realität des Krieges widerspiegelten, sondern man ihnen gestellte Bilder vorsetzte. Man empfand die Kriegswochenschauen als langweilig, manche Zuschauer sie sogar als „lästige Unterbrechung im Programm“.

#### Transformationsphase
Im Verlaufe des Ersten Weltkriegs fand bei den zivilen und militärischen Behörden des Deutschen Reichs ein über mehrere Jahre fortdauernder Umdenkprozess in Sachen Filmpropaganda statt. Dabei haben drei wesentliche Faktoren eine Rolle gespielt.

#### Der Vorsprung der Entente in Sachen Filmpropaganda
Im Allgemeinen waren zu Beginn des Ersten Weltkriegs die Voraussetzungen für eine effektive Instrumentalisierung der Massenmedien zu Propagandazwecken in allen kriegführenden Staaten eingeschränkt. Die staatliche Propagandaarbeit war auf verschiedene Exekutivorgane und unterschiedliche Zuständigkeitsbereiche verteilt und damit oft unstrukturiert und zersplittert, nicht nur in Deutschland.
Deutliche Unterschiede bestanden allerdings im Vergleich zu den Ententemächten, wenn es um die Erkenntnis der Möglichkeiten ging, welche der Einsatz des Films als ein erfolgreiches Mittel zur Beeinflussung der Massen bot. Die französische Filmindustrie lieferte zudem mit ihrer bis zu Kriegsbeginn beherrschenden Stellung auf dem Weltmarkt und einem vergleichsweise großen Produktionspotential gute Voraussetzungen für die französische Regierung, den Film zu Propagandazwecken zu instrumentalisieren. Auch waren in Frankreich schon vor Kriegsbeginn Erfahrungen mit antideutschen Propagandafilmen gesammelt worden. So stellten z. B. einige Filme zum zurückliegenden Deutsch-Französischen Krieg 1870/71 angebliche Schandtaten deutscher Soldaten dar.
Im Verlaufe des Kriegs zeigten sich auch die Inhalte französischer und englischer Propaganda als besonders wirkungsvoll, welche neben der Darstellung in Presse, auf Plakaten und in Comics zunehmend in Spielfilmen zu sehen waren. Als Feindbilder dienten den Ententemächten bevorzugt entweder Kaiser Wilhelm II selbst oder dessen deutsche Soldaten (als kämpfende Vertreter des deutschen Volks). Man denunzierte die deutsche Armee mit dem Kaiser als deren besonders niederträchtigen Anführer als „grausame Hunnen“ ohne jegliche Kultur und Anstand. Die Liste der den deutschen Soldaten vorgeworfenen Schandtaten ist lang und beinhaltet unter anderem die Zerstörung von Zivilgebäuden, Kirchen und Krankenhäusern, die Folterung von gefangenen Soldaten und vor allem die Verstümmelung, Schändung und Ermordung der wehrlosen Zivilbevölkerung. Wegen der besonders dramatischen und brutalen Inhalte der französischen und englischen Propaganda wird diese auch als „Gräuelpropaganda“ bezeichnet. Gezeigt wurde diese Gräuelpropaganda nicht nur in den Ländern der Entente selbst, sondern zusätzlich auch im neutralen und befreundeten Ausland und verfehlte ihre Wirkung nicht. Erfolgreich wurde damit zu einer weiteren Anheizung der antideutschen Stimmung, vor allem in den Vereinigten Staaten von Amerika, beigetragen.
Der Erfolg, welchen englische und französische Propagandafilme erzielten – nicht nur bei der Beeinflussung der eigenen Bevölkerung, sondern auch im neutralen und verbündeten Ausland – konnte von der militärischen und zivilen Führung Deutschland auf Dauer nur schwer ignoriert werden.

#### Die filmpropagandistischen Aktivitäten der deutschen Wirtschaft
Mit Beginn des Krieges war der weltweite Filmaustausch für die Dauer von etwa zehn Jahren zusammengebrochen, nachdem die Grenzen geschlossen und der internationale Handel und Verkehr stark eingeschränkt worden waren. Die deutsche Filmwirtschaft erhoffte sich, durch den Wegfall der zuvor übermächtigen französischen Konkurrenz das beträchtliche wirtschaftliche Potential des deutschen Filmmarkts untereinander aufteilen zu können und außerdem das Kino als effektive Werbeplattform instrumentalisieren zu können.
Pläne der Wirtschaft für „planmäßige, gemeinnützige Werbung für Deutschlands Kultur, Wirtschaft und Fremdenverkehr im Ausland“ gehen mit dem Verleger Siegfried Weber bereits auf das Jahr 1912 zurück. Selbige Pläne nahm Siegfried Weber im Frühjahr 1916 zu einem Zeitpunkt wieder auf, an dem die obersten Reichsbehörden noch weit davon entfernt gewesen waren, Filmpropaganda als wirksames Mittel zur Beeinflussung des Volkswillens anzuerkennen. Über die von Weber am 6. April veranstaltete Konferenz, an der führende deutsche Wirtschaftsvertreter teilnahmen, führte der Weg zur Gründung der Deutschen Lichtbild Gesellschaft (DLG) am 18. November 1916 in Berlin. Obwohl sich DLG Vertreter wiederholt um (Finanzierungs-)Hilfe für die neue Filmgesellschaft seitens staatlicher Stellen bemühten und in diesem Zusammenhang eindringlich auf die Bedeutung filmischer Aufklärungsarbeit hingewiesen hatten, fand die Gründung der DLG noch ohne aktive Mitwirkung von Militär und Regierung statt.
Das Filmprogramm der DLG erschien zweimal wöchentlich und hatte jeweils eine Gesamtlänge von 900 bis 1000 Metern Filmrolle. Das Programm beinhaltete neben Aufnahmen werbend-propagandistischen Charakters von Deutschlands Landschaften, historischen Städten und Industrieanlagen etc. auch ein kurzes Unterhaltungsprogramm, um den propagandistischen Charakter der Aufnahmen nicht allzu deutlich hervortreten zu lassen. Mit dem Beispiel der DLG führte nun auch die deutsche Wirtschaft der Führung des deutschen Kaiserreichs vor Augen, wie sich Kino und Film für Werbe- und Propagandazwecke instrumentalisieren ließen.

#### Die Lage an der Front bis Mitte 1916
Den maßgeblichen Anstoß für einen Umdenkungsprozess in Sachen (Film-)Propaganda lieferte letztendlich die Lage an den Fronten des Weltkriegs bis Mitte des Jahres 1916. Nach großen Anfangserfolgen hatte sich die deutsche Hoffnung auf einen schnellen Sieg im „Blitzangriffskrieg“ endgültig zerschlagen. Der deutsche Angriff auf Frankreich war auf den Schlachtfeldern Verduns stecken geblieben und auch die Lage an den Ostfronten verschlechterte sich zunehmend. Angesichts der daraus resultierenden wachsenden Kriegsmüdigkeit und steigenden Friedenssehnsucht, erkannten die deutschen Behörden des Reichs und der Länder schlussendlich die Notwendigkeit, ihre Propagandatätigkeiten in irgendeiner Form reformieren zu müssen.

#### Die Gründung der Bild- und Filmstelle bei der Militärischen Stelle des Auswärtigen Amts (MAA)
Den ersten Schritt stellte im Juli 1916 die Gründung einer neuen Propagandaabteilung, der „Militärischen Stelle des Auswärtigen Amts“ (MAA), unter der Leitung von Oberstleutnant Hans von Haeften dar. Dieses Propagandaorgan wurde Ende Juli mit einer militärischen Abteilung für Film und Foto ausgestattet, die der Leitung von Freiherr Fritz von Stumm unterstellt wurde und die mit Personal für sieben Filmtrupps ausgestattet war.

#### Die Gründung des Bild- und Filmamts (BuFA)
Vorwiegend wegen der englischen Seehandelsblockade spitzte sich im Winter 1916/17 die Versorgungslage des Deutschen Reichs immer weiter zu. Angesichts der unvorstellbaren Verelendung breiter Bevölkerungsschichten mit mindestens 700.000 Hungertoten erreichte die Stimmung in der deutschen Bevölkerung immer weitere Tiefpunkte, trotz aller verstärkter Propagandabemühungen unter der Militärischen Stelle des Auswärtigen Amts.
Unter dem Eindruck der weiter wachsenden Kriegsmüdigkeit trieb nun die oberste Heeresleitung (OHL) die Forcierung weiterer Propagandabemühungen voran. Unter anderem auch deswegen, weil nach Ansicht der Heeresleitung die deutsche Auslandspropaganda nicht die gewünschten Erfolge zeigte. Die entscheidende Figur bei der Forcierung der deutschen Propagandaarbeit findet sich im Generalquartiermeister der OHL, Erich Ludendorff. Als diesem im Januar 1917 die militärische Stelle des auswärtigen Amts direkt unterstellt wurde, fasste Ludendorff, mit Stichtag zum 30. Januar 1917, die (im Aufbau befindlichen) „Bild und Filmverwertungsstellen“ der MAA zu einer eigenen Behörde zusammen, welche den Namen Bild- und Filmamt (BuFA) tragen sollte. Die Leitung der neuen Behörde sollte Oberstleutnant von Haeften übernehmen.
Zur filmischen „Aufklärung“ des Inland wurden durch das Generalkommando „Aufklärungsstellen“ geschaffen, die von „Lichtspieloffizieren“ geleitet wurden. Diese waren als „Spezialisten“ für die Aufklärung mittels Film zuständig. Mit den zu diesem Zeitpunkt vom stellvertretenden Generalkommando bereits ernannten Lichtspieloffizieren sollten bei einer Besprechung in den Räumlichkeiten des BuFA in Berlin mit führenden Vertretern des Kriegsministeriums und der Militärischen Stelle des Auswärtigen Amts alle die Aufklärung mittels Film betreffenden Fragen geklärt werden.
Summiert man die Ergebnisse dieses wichtigen Treffens am 12. und 13. März 1917, können mehrere Hauptaspekte herausgestellt werden: Unterstützung bei der Propagandaarbeit sollte von ziviler Seite von Vertretern der kreisfreien Städte, der Schulverwaltung, der Presse, des Handels, der Industrie, des Handwerks und der Arbeiterschaft hinzu geholt werden. Deutschland wollte man bis in seine kleinsten Bezirke „aufklären“, wobei man das Material den lokalen Gegebenheiten anpassen wollte. Propagandafilme sollten in drei unterschiedlichen Formen produziert werden: Spielfilm, belehrender Film und Werbefilm. Außerdem sollte in die Qualität der Filme investiert werden, wo man in Deutschland noch Aufholbedarf gegenüber den Feindnationen sah. Schlussendlich war man sich auf dem Treffen einig, dass Spielfilme und belehrende Filme von der Filmindustrie hergestellt werden sollten, welche auch im Frontgebiet die Erlaubnis vom Drehen von Filmmaterial gegeben wurde. Die Öffentlichkeit (und damit auch die Filmwirtschaft) wurde dann Ende März 1917 über die Gründung des Bild- und Filmamts in Kenntnis gesetzt.

#### Eine zentrale Stelle für Film und Bildpropaganda, das BuFA
Das Bild und Filmamt zeigte sich fortan als einzige deutsche Propagandabehörde für die Versorgung der deutschen Presse und Bevölkerung mit Film- und Bildmaterial verantwortlich. Das BuFA übernahm außerdem alle Aufgaben, welche für die Bereitstellung deutscher Filmpropaganda im Ausland nötig waren. Zusätzlich versorgte man die ca. 800 Frontkinos für deutsche Soldaten mit entsprechendem Filmmaterial. Der Vertrieb der BuFA-Filme unterlag aber Privatfirmen, wie z. B. der „Projektions-AG Union (PAGU)“ aus Berlin. Für die Beschaffung der zur Filmproduktion nötigen Frontaufnahmen übernahm das BuFA die sieben Filmtrupps, welche bereits der Filmstelle des MAA zur Verfügung gestanden hatten. Die Anzahl der „Kino-Operateure“ im Auftrag der BuFA wurde im Verlauf des Jahres 1917 auf neun erhöht. Diese Filmtrupps bestanden aus einem militärischen Offizier, einem zivilen Beamten und bis zu 10 Unteroffizieren oder Gefreiten. Jeder Filmtrupp war mit einem motorisierten Fahrzeug ausgerüstet. Das Auswärtige Amt übernahm die Finanzierung des BuFA-Filmvertriebs. Die übrigen Kosten, welche dem BuFA entstanden, wurden zu den Kriegskosten gerechnet und vom Kriegsministerium und der Intendantur getragen.
Um die Wirksamkeit der Filmpropaganda im In- und Ausland weiter erhöhen zu können, wurde ausgehend vom deutschen Kriegsministerium im Dezember 1917 eine faktisch unter der Kontrolle staatlicher Institutionen stehende Filmgesellschaft in Konkurrenz zur DLG gegründet, die „Universum Film AG“ (UFA). Um die engen Beziehungen der deutschen Regierung zur UFA vor allem vor dem neutralen Ausland zu verschleiern, wurden diese hinter vielfältigen Verflechtungen mit der deutschen Wirtschaft versteckt.
Die ständigen Spannungen um Zuständigkeiten für das BuFA zwischen der OHL und den zivilen Reichsbehörden im Verlaufe des Bestehens des BuFA konnten nur gelöst werden, indem man das BuFA am 28. Januar 1918 dem preußischen Kriegsministerium unterstellte.

#### Der deutsche Propagandafilm unter dem Bild- und Filmamt
Zur ersten Vorführung von BuFA Filmen kann es am 27. April 1917 im Bankett-Saal des Hotels Rheingold in Berlin. Aufgeführt wurden dabei die fünf Filme Gefangenenlager, Die Kruppwerke, Der eiserne Film. Teil 3: Stahlwerk, Ein Tag bei Generalfeldmarschall Hindenburg, Die Minenflottille in der Ostsee und Der feldgraue Groschen. Außerdem wurde als Beispiel für die Feindpropaganda der französische Spielfilm Die Rache der Belgierin aufgeführt. Einen großen Erfolg feierte das BuFA nur wenige Tage später mit der Uraufführung des Filmes Graf Dohna und seine Möwe. Von der Presse war der Film als „gesellschaftliches Ereignis“ und „unschätzbare Urkunde für alle Zeiten“ bezeichnet worden.
Das BuFA produzierte im Ersten Weltkrieg unterschiedliche Formen der Filmpropaganda, sowohl Spielfilme als auch Filme mit Dokumentarfilmcharakter. In den Archiven findet sich eine Vielzahl von Filmen unterschiedlicher Themen, unter anderem Werbefilme für Kriegsanleihen, Frontfilme, Ausbildungsfilme und Filme, welche die Verbundenheit der deutschen Soldaten mit der Heimatfront dokumentieren sollen.
In den Propagandafilmen des BuFA spielt die Betonung der Verbundenheit der politisch-militärischen Führung des Reichs mit Kaiser und Volk eine bedeutende Rolle. Der Kaiser und das Herrscherhaus spielten schon in den Kriegswochenschauen eine herausragende Rolle und waren auch im Propagandafilm beliebte Objekte filmischer Darstellung. Ein Beispiel stellt der Film Der deutsche Kaiser und seine Verbündeten (1917) dar, der vom Besuch Kaiser Wilhelms II in Konstantinopel und den Schlachtfeldern von Gallipoli berichtet.
Das BuFA sah es als seine Aufgabe an, propagandistisches Filmmaterial einem möglichst breiten Personenkreis zugänglich zu machen. So bot das BuFA ab August 1917 auch ein Filmangebot für Jugendliche an. Hierbei wurde meist ein längerer Spielfilm zusammen mit einem nicht fiktionalen Kurzfilm vorgeführt. Angekündigt wurden derartige Jugendprogramme allerdings als normale Kinoprogramme, zu denen auch Jugendliche zugelassen waren.
Nach den äußerst bescheidenen Anfängen filmischer Propaganda in Deutschland stiegen die Produktionszahlen deutscher Propagandafilme unter der Regie des BuFA massiv an. So wurden unter der Regie des BuFA im Verlauf seines Bestands allein 246 Filme mit dokumentarischem Charakter gedreht.
| Typ                                 | Filmbeispiele                                        |
| ----------------------------------- | ---------------------------------------------------- |
| Stärkung der Moral                  | Ihr Unteroffizier, 1914                              |
|                                     | Hoch klingt das Lied vom U-Boot-Mann, 1917           |
|                                     | U-Boote heraus! Mit U-Boot 178 gegen den Feind, 1918 |
| Werbung zum Kauf von Kriegsanleihen | Paulchens Millionenkuss, 1918                        |

### Österreich-Ungarn
Während des Ersten Weltkrieges war für die Propagandatätigkeiten von Österreich-Ungarn das K.u.k. Kriegspressequartier (KPQ) zuständig. Um der wachsenden Bedeutung des Films und seiner propagandistischen Rolle gerecht zu werden, wurde 1915 der österreichische Industrielle und Filmpionier Sascha Kolowrat-Krakowsky mit der Leitung der Filmexpositur des KPQ betraut. Dieser brachte mit dem Sascha-Kriegswochenbericht bereits ab Ende 1914 Kriegswochenschauen in die Kinos. Etwas länger, seit September 1914, bestand bereits das Kriegs-Journal der Wiener Kunstfilm-Industrie.
Der erste Propagandafilm erschien am 22. Mai 1914 und war ein Dokumentarfilm: Unsere Kriegsflotte. Erste propagandistische Spielfilme erschienen ab 1915 und sollten die Kriegsbegeisterung in der Bevölkerung wecken. So zum Beispiel Mit Herz und Hand fürs Vaterland (1915) mit dem damaligen Star des österreichischen Stummfilms, Liane Haid, oder auch Der Traum eines österreichischen Reservisten (1915). Später entstanden auch Filme die das Gemeinschaftsgefühl der Bevölkerung des Kaiserreiches stärken sollten, etwa Das Kind meines Nächsten (1918).
Zudem erschienen manipulative Dokumentationen mit Titeln wie Die Befreiung der Bukowina, Krieg in 3000 Meter Höhe, Kampftag bei den Tiroler Kaiserjägern und Der Zusammenbruch der italienischen Front.
| Typ                                   | Filmbeispiele                                                                                    |
| ------------------------------------- | ------------------------------------------------------------------------------------------------ |
| Demonstration militärischer Stärke    | Unsere Kriegsflotte (W. A. F., 1914)                                                             |
| Werbung zum Kauf von Kriegsanleihen   | Das Kriegspatenkind (Sascha Filmindustrie, 1915)                                                 |
| Propaganda zur Anwerbung von Soldaten | Mit Herz und Hand fürs Vaterland, Mit Gott für Kaiser und Reich (Jakob Fleck, Luise Fleck, 1915) |
| Stärkung der Moral                    | Siegreich durch Serbien (Sascha-Film, 1915/1916)                                                 |

### Frankreich
| Typ                | Filmbeispiele      |
| ------------------ | ------------------ |
| Antideutsche Filme | Vendémiaire (1918) |

### Türkei
| Typ | Filmbeispiele                            |
| --- | ---------------------------------------- |
|     | Ayastefanos'daki Rus Abidesinin Yıkılışı |

### USA
| Typ | Filmbeispiele |
| --- | --- |
| Werbung für den amerikanischen Kriegseintritt                                                             | The Battle Cry of Peace (1915)                                                                                          |
| Antideutsche Filme                                                                                        | Hearts of the World (1918), The Heart of Humanity (1918), The Kaiser, the Beast of Berlin (1918), The Unbeliever (1918) |
| Rechtfertigung der Diskriminierung der Schwarzen sowie Werbung für den und Idealisierung des Ku-Klux-Klan | Die Geburt einer Nation (1915)                                                                                          |

## Zwischenkriegszeit und Zweiter Weltkrieg

### Deutschland: Weimarer Republik
| Typ                   | Filmbeispiele                           |
| --------------------- | --------------------------------------- |
| Anti-Versailles Filme | Die schwarze Schmach (Carl Boese, 1929) |

### Deutschland: Proletarischer Film
In den Jahren um 1930 erstarkte mit dem proletarischen Film in Deutschland erstmals auch die kommunistische Filmpropaganda. Filmgesellschaften wie die Prometheus Film und die Filmkartell „Weltfilm“ GmbH begannen das Medium nicht nur zur Dokumentation sozialer Missstände, sondern auch zur Darstellung der Arbeit der politischen Linken zu nutzen. Neben Dokumentar- und Werbefilmen entstanden erste proletarische Spielfilme wie Ums tägliche Brot (1928/29), Mutter Krausens Fahrt ins Glück (1929) und Kuhle Wampe oder: Wem gehört die Welt? (1931/32) nach einem Drehbuch von Bertolt Brecht.

### Deutschland: Nationalsozialismus
Unter den Spielfilmen aus der Zeit des Nationalsozialismus bilden Filme mit manifesten politisch-propagandistischen Inhalten einen Anteil von 14,1 % (Albrecht). Während Spielfilme als „heitere Filme“ vor allem unterhalten und ablenken sollten, war die politisch explizit agitierende nationalsozialistische Propaganda hauptsächlich den Wochenschauen und Dokumentarfilmen vorbehalten, die im Kino stets als Beiprogramm gezeigt wurden. Erst nach dem deutschen Überfall auf Polen am 1. September 1939 stieg die Zahl der propagandistischen Spielfilme an und erreichte ihren Höhepunkt mit Veit Harlans antisemitischem Spielfilm Jud Süß oder dem als Dokumentation aufgemachten Kompilationsfilm Der ewige Jude (beide 1940), um gegen Kriegsende wieder zurückzugehen.
Unterscheiden muss man bei den nationalsozialistischen Propagandafilmen Staatsauftragsfilme einerseits und solche Propagandafilme andererseits, die von der Filmindustrie quasi in vorauseilendem Gehorsam produziert worden sind. In die letztgenannte Gruppe fallen zum Beispiel die Filme Hitlerjunge Quex, S.A. Mann Brand und Hans Westmar (alle 1933). Zu den Staatsauftragsfilmen, die im Auftrag des Reichsministeriums für Volksaufklärung und Propaganda unter persönlicher Einflussnahme von Joseph Goebbels produziert wurden, zählen Leni Riefenstahls Olympia-Film aus dem Jahr 1936/38 und der Durchhaltefilm Kolberg von 1943/45.
Das wichtigste Mittel der nationalsozialistischen Filmpropaganda war die Polarisierung, also die Gegenüberstellung überzeichneter Wunsch- und Feindbilder. Auf diese Weise entstanden zum Beispiel anti-britische, antirussische, anti-polnische und antisemitische Propagandafilme. Viele Filme wurden gezielt zur Vorbereitung politischer Maßnahmen produziert. Ich klage an (1941) – ein Film zum Thema „Tötung auf Verlangen“ – sollte beispielsweise die emotionale Basis für die Akzeptanz des Euthanasie-Gesetzes schaffen.
| Typ                                            | Filmbeispiele |
| ---------------------------------------------- | --- |
| Filme über die NSDAP und ihre Organisation(en) | S.A. Mann Brand (1933), Hans Westmar (1933), Hitlerjunge Quex (1933), Der Sieg des Glaubens (Dokumentarfilm, 1933), Ich für dich – du für mich (1934), Triumph des Willens (Dokumentarfilm, 1935), Jakko (1941), Kopf hoch, Johannes! (1941), Junge Adler (1944) |
| Thema „Volksgemeinschaft“                      | Die vier Musketiere (1934), Wunschkonzert (1940) |
| Thema „Sterben für Deutschland“                | Der Rebell (1932), Morgenrot (1932/33), Hans Westmar (1933), Hitlerjunge Quex (1933), Flüchtlinge (1933), Unternehmen Michael (1937), Urlaub auf Ehrenwort (1937), D III 88 (1939), Wunschkonzert (1940), Kampfgeschwader Lützow (1941), Spähtrupp Hallgarten (1941), Stukas (1941), Himmelhunde (1941) |
| Gefolgschaftsfilme                             | Der alte und der junge König (1935), Der Herrscher (1937), Mein Sohn, der Herr Minister (1937), Ein Volksfeind (1937), Pour le Mérite (1938), Bismarck (1940), Carl Peters (1941) |
| Thema „Große Deutsche“                         | Der alte und der junge König (1935), Fridericus – Der alte Fritz (1936), Robert Koch, der Bekämpfer des Todes (1939), Friedrich Schiller – Der Triumph eines Genies (1940), Bismarck (1940), Carl Peters (1941), Andreas Schlüter (1942), Der große König (1940/42), Diesel (1942), Die Entlassung (1942), Geheimakte W.B. 1 (1942). Der unendliche Weg (1943), Wien 1910 (1943)                                                            |
| Antikommunistische und antisowjetische Filme   | S.A. Mann Brand (1933), Hans Westmar (1933), Hitlerjunge Quex (1933), Um das Menschenrecht (1934), Friesennot (1935), Henker, Frauen und Soldaten (1935), Die Warschauer Zitadelle (1937), Kameraden auf See (1938), Kadetten (1939/41), G. P. U. (1942), Die goldene Spinne (1943) |
| Kriegspropagandafilme                          | Heldentum und Todeskampf unserer Emden (1934), U-Boote heraus! Mit U-Boot 178 gegen den Feind (1939), Feinde (1940), Blutsbrüderschaft (1940/41), Der Störenfried (1940), Sieg im Westen (1941), Auf Wiedersehn, Franziska (1941), Über alles in der Welt (1941), Heimkehr (1941), Spähtrupp Hallgarten (1941), Stukas (1941), U-Boote westwärts! (1941), Himmelhunde (1942), Fronttheater (1942) Besatzung Dora (1943), Junge Adler (1944) |
| Anti-britische Filme                           | Das Mädchen Johanna (1935), Verräter (1936), Zu neuen Ufern (1937), Der Fuchs von Glenarvon (1940), Mein Leben für Irland (1941), Carl Peters (1941), Ohm Krüger (1941), Anschlag auf Baku (1942), Germanin (1943) |
| Antisemitische Filme                           | Nur nicht weich werden, Susanne! (1934), Robert und Bertram (1939), Leinen aus Irland (1939), Die Rothschilds (1940), Jud Süß (1940), Der ewige Jude (1940), … reitet für Deutschland (1941), Heimkehr (1941), Venus vor Gericht (1941), Rembrandt (1942), G. P. U. (1942), Wien 1910 (1943), Theresienstadt (1944) |
| „Euthanasie“-Filme                             | Opfer der Vergangenheit (1937), Ich klage an (1941), Sünden der Väter (1935), Abseits vom Wege (1935), Das Erbe (1935), Erbkrank (1936), Alles Leben ist Kampf (1937), Was du ererbt (1939), Dasein ohne Leben (1942) (nicht öffentlich aufgeführt), Geisteskrank / 2 Versionen (nicht aufgeführt) |
| Werbung für die Todesstrafe                    | Im Namen des Volkes (1939) |
| Blut-und-Boden-Ideologie                       | Ewiger Wald (1936) |
| Thema „Afrika“ bzw. „Kolonialismus“            | Die Reiter von Deutsch-Ostafrika (1934), Kongo-Express (1939), Das Lied der Wüste (1939), Carl Peters (1941), Ohm Krüger (1941), Germanin – Die Geschichte einer kolonialen Tat (1943), Quax in Afrika (1943/44, Uraufführung erst nach dem Krieg) |
| Durchhaltefilme                                | Die Degenhardts (1944), Kolberg (1943/45) |

### Österreich Erste Republik
Die Wochenschau als Staatspropaganda für den Austrofaschismus
Die Vaterländische Front (1938), Bewerbung des Austrofaschismus und des „Österreichertums“

### Italien unter dem Faschismus
| Typ                                                                     | Filmbeispiele                                                                                             |
| ----------------------------------------------------------------------- | --- |
| Werbung für die faschistische Bewegung                                  | Camicia Nera (Das Schwarzhemd, 1933), Vecchia Guardia (Die alte Wache, 1936)                              |
| Nationalistische Historienfilme                                         | 1860 (1934), Stürme über Morreale (1938)                                                                  |
| Monumentalfilme mit faschistischen Bezügen                              | Karthagos Fall (1937)                                                                                     |
| Kriegsfilme (Kolonialkriege, Spanischer Bürgerkrieg, Zweiter Weltkrieg) | Lo Squadrone Bianco (1935), L'Assedio del'Alcazar (1940), Un Pilota ritorna (1941), La Nave bianca (1941) |

### Großbritannien
| Typ                                                   | Filmbeispiele |
| ----------------------------------------------------- | --- |
| Kriegspropagandafilme von Humphrey Jennings (Auswahl) | London Can Take It! (1940), This Is England (1941), Listen to Britain (1942) The Heart of Britain (1941), The Silent Village (1943), Fires Were Started (1943), A Diary for Timothy (1945) |
| Andere Kriegspropaganda                               | In Which We Serve (1942), Went the Day Well? (1942), One of Our Aircraft Is Missing (1942), The Life and Death of Colonel Blimp (1943),                                                    |

### USA
| Typ                                         | Filmbeispiele |
| ------------------------------------------- | --- |
| Antinazistische und antifaschistische Filme | Ich war ein Spion der Nazis (1939), Wem die Stunde schlägt (1943), Der Fuehrer’s Face (1942), The New Spirits (1942), Casablanca (1942), The Ducktators (1942), Hitler – Dead or Alive (1942), Hitler’s Madman (1943), Botschafter in Moskau (1943), Auch Henker sterben (1943), The Negro Soldier (1943), Education for Death (1943), Reason and Emotion (1943), Das Rettungsboot (1944), The Hitler Gang (1944), Enemy of Women (1944), Why We Fight (1943–1945) |
| Antijapanische Filme                        | Lady from Chungking (1939), Commando Duck (1944) |

### Sowjetunion
| Typ                                                       | Filmbeispiele |
| --------------------------------------------------------- | --- |
| Revolutionswerbung                                        | Streik (1924), Panzerkreuzer Potemkin (1925), Die Mutter (1926), Oktober (1927), Das Ende von Sankt Petersburg (1927), Deserteur (1933), Tschapajew (1934), Der Aufstand der Fischer (1934), Wir aus Kronstadt (1936), Das unvergeßliche Jahr 1919 (1951) |
| Rechtfertigung der Kollektivierung und Industrialisierung | Turksib (1929), Die Generallinie (1929), Erde (1930), Enthusiasmus (1930) |
| Personenkult                                              | Drei Lieder über Lenin (1934), Tschapajew (1934), Lenin im Oktober (1937), Iwan der Schreckliche (1943), Der Fall von Berlin (1950), Das unvergeßliche Jahr 1919 (1951)                                                                                   |
| Antireligiöse Filme                                       | Die Generallinie (1929), Enthusiasmus (1930) |
| Antiwestliche Filme                                       | Die seltsamen Abenteuer des Mr. West im Lande der Bolschewiki (1924), Iwan der Schreckliche (1943) |
| Antideutsche und antinazistische Filme                    | Alexander Newski (1938), Der Fall von Berlin (1950) |

## Von 1945 bis heute

### DDR
| Typ                            | Filmbeispiele |
| ------------------------------ | --- |
| Antiwestliche Filme            | Chiffriert an Chef – Ausfall Nr. 5 (1979), Chronik eines Mordes (1965), Die Flucht (1977), Der Kinnhaken (1962), Reserviert für den Tod (1963), Bonner Pitaval: Die Affäre Heyde-Sawade (1963) |
| Pro-DDR- und System-Propaganda | Immer bereit (1950), Geschichte einer Straße (1954), Schaut auf diese Stadt (1962), Als Martin vierzehn war (1964), Drei von uns (1965), Anflug Alpha 1 (1971) |
| Klassenkampf-Filme             | Aus meiner Kindheit (1975), Bauern erfüllen den Plan (1952), Ernst Thälmann – Sohn seiner Klasse (1954), Ernst Thälmann – Führer seiner Klasse (1955), Das Lied vom Trompeter (1964), Erziehungsziel Klassenkämpfer (1967), Die Unbesiegbaren (1953), Unser täglich Brot (1949), Ware für Katalonien (1959) |

### Nordkorea
| Typ                  | Filmbeispiele            |
| -------------------- | ------------------------ |
| Antijapanische Filme | Das Blumenmädchen (1972) |

### USA
| Typ                                        | Filmbeispiele |
| ------------------------------------------ | --- |
| Anti-sowjetische/anti-kommunistische Filme | Make Mine Freedom (1948), Ich heiratete einen Kommunisten (1949), The Big Lie (1951), Ich war FBI Mann M.C. (1951), Invasion gegen USA (1952), Botschafter der Angst (1962), Die grünen Teufel (1968), Die rote Flut (1984), Missing in Action I-III (1984–1988), Invasion U.S.A. (1985), Rambo III (1988), Karate Tiger 2 (1987), Red Scorpion (1989) |

### Russland
| Typ                                    | Filmbeispiele |
| -------------------------------------- | --- |
| Patriotische und militaristische Filme | White Tiger – Die große Panzerschlacht (2012), 28 Soldiers – Die Panzerschlacht (2016), Krim (2017), T-34 (2018), Unzerstörbar – Die Panzerschlacht von Rostow (2018), Convoy 48 (2019), AK-47 – Kalaschnikow (2020), The Last Frontier – Die Schlacht um Moskau (2020), Swidetel (2023) |

### Türkei
| Typ                      | Filmbeispiele |
| ------------------------ | --- |
| Antiwestliche Filme      | Tal der Wölfe – Irak (2006), Tal der Wölfe 2 – Muro (2008), Der Gouverneur (2009), Tal der Wölfe – Gladio (2009), Tal der Wölfe – Palästina (2011), Fetih 1453 (2012), Tal der Wölfe – Vaterland (2017) |
| pro-türkische Propaganda | Kod Adi: K.O.Z. (2014), Reis (2017) |